# Pauropsylla orientalis
Pauropsylla orientalis är en insektsart som först beskrevs av Crawford 1915.  Pauropsylla orientalis ingår i släktet Pauropsylla och familjen spetsbladloppor. Inga underarter finns listade i Catalogue of Life.